# Balakhu
Balakhu (en népalais : बलखू) est un comité de développement villageois du Népal situé dans le district d'Okhaldhunga. Au recensement de 2011, il comptait 3 987 habitants.